# Sollevamento pesi ai XXI Giochi del Commonwealth
Le competizioni di sollevamento pesi ai XXI Giochi del Commonwealth si sono svolte dal 5 al 9 aprile 2018.

## Medagliere
| Posiz. | Nazione            | Oro | Argento | Bronzo | Totale |
| ------ | ------------------ | --- | ------- | ------ | ------ |
| 1      | India              | 5   | 2       | 2      | 9      |
| 2      | Samoa              | 2   | 2       | 0      | 4      |
| 3      | Malaysia           | 2   | 0       | 1      | 3      |
| 4      | Inghilterra        | 1   | 3       | 2      | 6      |
| 5      | Canada             | 1   | 3       | 1      | 5      |
| 6      | Papua Nuova Guinea | 1   | 2       | 0      | 3      |
| 7      | Australia          | 1   | 1       | 1      | 3      |
| 8      | Figi               | 1   | 0       | 1      | 2      |
| 8      | Galles             | 1   | 0       | 1      | 2      |
| 10     | Nuova Zelanda      | 1   | 0       | 0      | 1      |
| 11     | Sri Lanka          | 0   | 1       | 2      | 3      |
| 12     | Mauritius          | 0   | 1       | 0      | 1      |
| 12     | Nauru              | 0   | 1       | 0      | 1      |
| 14     | Pakistan           | 0   | 0       | 2      | 2      |
| 15     | Camerun            | 0   | 0       | 1      | 1      |
| 15     | Isole Salomone     | 0   | 0       | 1      | 1      |
| 15     | Sudafrica          | 0   | 0       | 1      | 1      |
| Totale | Totale             | 16  | 16      | 16     | 48     |

## Podi

### Maschile
| Evento | Oro                      | Argento            | Bronzo                      |
| 56kg   | Azroy Hazalwafie         | Gururaja Poojary   | Chaturanga Lakmal           |
| 62kg   | Muhamad Aznil Bidin      | Morea Baru         | Talha Talib                 |
| 69kg   | Gareth Evans             | Indika Dissanayake | Deepak Lather               |
| 77kg   | Sathish Kumar Sivalingam | Jack Oliver        | Francois Etoundi            |
| 85kg   | Venkat Rahul Ragala      | Don Opeloge        | Muhamad Fazrul Azrie Mohdad |
| 94kg   | Steven Kari              | Boady Santavy      | Vikas Thakur                |
| 105kg  | Sanele Mao               | Pardeep Singh      | Owen Boxall                 |
| +105kg | David Liti               | Lauititi Lui       | Muhammad Butt               |

### Femminile
| Evento | Oro                      | Argento                         | Bronzo                         |
| 48kg   | Saikhom Mirabai Chanu    | Marie Hanitra Roilya Ranaivosoa | Dinusha Gomes                  |
| 53kg   | Khumukcham Sanjita Chanu | Dika Toua                       | Rachel Leblanc-Bazinet         |
| 58kg   | Tia-Clair Toomey         | Tali Darsigny                   | Jenly Tegu Wini                |
| 63kg   | Maude Charron            | Zoe Smith                       | Mona Pretorius                 |
| 69kg   | Punam Yadav              | Sarah Davies                    | Apolonia Vaivai                |
| 75kg   | Emily Godley             | Marie-Eve Beauchemin-Nadeau     | Laura Hughes                   |
| 90kg   | Eileen Cikamatana        | Kaity Fassina                   | Clementine Meukeugni Noumbissi |
| +90kg  | Feagaiga Stowers         | Charisma Amoe-Tarrant           | Emily Campbell                 |